# La farfalla di pietra
La farfalla di pietra (Poison Study) è un romanzo fantasy-sentimentale del 2005 della scrittrice statunitense Maria V. Snyder, primo libro della serie Study.

## Trama
Yelena è una donna che viene condannata a morte per omicidio, in alternativa all'esecuzione le viene data la possibilità di diventare l'assaggiatrice ufficiale del comandante Ambrose, capo delle forze armate del regime militare di Ixia, e de facto capo di stato.
A causa del suo passato Yelena sembra non provare più sentimenti, tuttavia l'incontro con il misterioso Valek nel palazzo di Ambrose riporterà in superficie la sua capacità di provare emozioni. Vale è uno scultore di corte, ma in segreto è anche un maestro di veleni e un implacabile assassino. 

## Riconoscimenti
Il libro ha vinto il Compton Crook Award nel 2006 ed è stato nominato al Premio RITA e al Premio Alex.

## Edizioni
- Maria V. Snyder, La farfalla di pietra, traduzione di Gigliola Foglia, Fantaluna, Harlequin Mondadori, 2006,  p. 381, ISBN 8880192604.